# Вальдорф (Верра)
Вальдорф (нем. Walldorf) — община в Германии, в земле Тюрингия.
Входит в состав района Шмалькальден-Майнинген. Подчиняется управлению Вазунген-Амт Занд. Население составляет 2187 человек (на 31 декабря 2010 года). Занимает площадь 12,16 км².

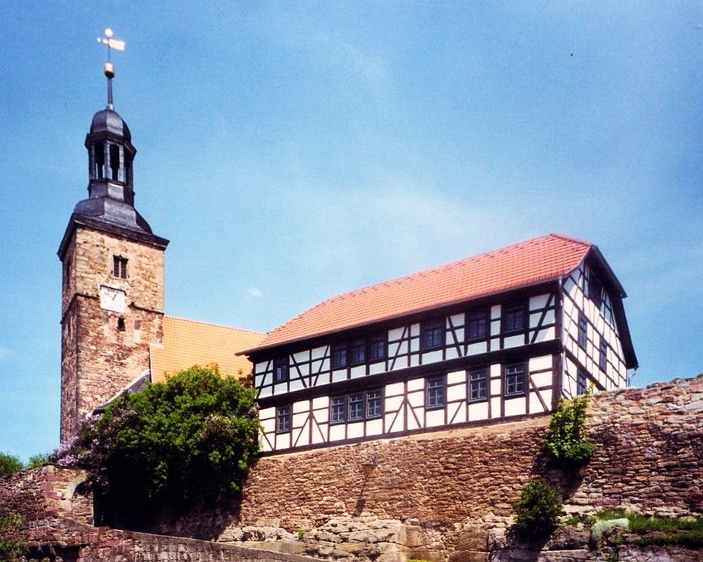
Церковь